# Yamaha XV1100
Yamaha XV 1100 Virago — мотоцикл, що випускався компанією Yamaha Motor Company. Це один з декількох апаратів в лінійці Virago, який позиціонується як  «круізер» з обсягом двигуна в 1063 см³. 
Це унікальний апарат серед мотоциклів стилю «круізер», з карданним приводом замість ланцюга або ременя і V-подібним двоциліндровим двигуном такого обсягу.

## Історія моделі
Історія лінійки Virago (чоловікоподібна жінка) розпочинається в 1981 році, коли світ побачив мотоцикл "XV750 Special" об'ємом 748 см³, яка для американського ринку мала назву Virago. Але за рік до того було представлено модель TR1, яка мала об'єм двигуна 981 см³ (ближче до моделі 1100), але не мала комерційного успіху на ринку.
В 1982 році на заміну TR1 випущено модель "XV920 Virago". Рабочий об'єм двигуна 920 куб.см (92х69,2 мм), потужність - 65 к.с. при 6500 об/хв. Привід на заднее колесо - карданним валом, двухдискові передні гальма, кермо, що регулюється, електрона рідкокристалічна панель приладів. База 1520 мм, суха маса 225 кг.
1983 рік. Ненадійна електрона панель приладів замінена на звичайну. У моделі 920 збільшено об'єм двигуна до 981 куб.см (95х69,2 мм, 65 к.с. при 6500 об/хв). Фактично це був двигун від TR1. Додатково до основного баку з пальним 12,5 л під сідлом вмонтовано бак на 2 л. Модель поступила в продаж як XV 1000 Virago.
В 1986 році об'єм двигуна ще збільшено і дефорсовано (95х75 мм; 1063 куб.см; 63 к.с. при 6000 об/мин) що спричинило появу моделі "XV1100" яка повністю замінила 1000-кубову модель. Ємність паливних баків збільшено до 16,5 л.
1989 рік: Встановлено нові карбюратори Mikuni замість Hitachi.
З 1994 року моделі "XV750" и "XV1100" стали доступними з спіцованими колесами з безкамерними шинами, для них встановлені гальмівні супорти з плаваючими супортами. Але мотоцикли з літими дисками теж продовжують виробляютися.
В 1996 році розпочато виробництво лінійки мотоциклів DragStar для заміни лінійки Virago.
2000 рік: Завершено виробництво 1100-кубової моделі.

## Технічні особливості
Конструкція мотоциклу подібна до всіх з лінійки «Віраго» (за винятком моделей 250 та 125). Усі агрегати закріплено на трубчасту (хребтову) раму. До речі двигун також включено до силової схеми рами, що значно підвищує загальну жорсткість конструкції.
Підвіска спереду складає з простої телескопічної вилки, що забезпечує їй надійність. Ззаду встановлено підвіску у вигляді двостороннього маятника та двох амортизаторів. Задня підвіска - одна з відмінностей цієї моделі від перших мотоциклів лінійки "Віраго", де було застосовано моноамортизатор.
Силова установка, як і у всієї лінійки, у XV-1100 складало з V-подібного двоциліндрового двигуна з двома клапанами на циліндр з верхнім розташуванням розподільних валів (один на циліндр). Потужність двигуна 63 к.с. при 6000 об/хв. Циліндри розташовано зі зміщенням, для забезпечення кращого охолодження заднього циліндра. Кут розвалу циліндрів - 75°.
Карбюраторна система живлення знаходиться в розвалі циліндрів і складається з двох карбюраторів Mikuni. Вихлопна система розташована з правої сторони і виконана за схемою 2-1-2. Тобто дві труби з циліндрів приєднано до загального резонатору, а з резонатора також виходять дві труби.
Модель 1100 як і 1000 має 2 паливні баки, один на звичайному місці - основний, другий, меншого об'єму - під сидінням. Досить поширена не правильна думка, що бак під сидінням (приблизно 2,5 літри) є резервом. Це не так, з основного баку паливо самопливом попадає до додаткового, а потім через фільтр подається за допомогою паливного насосу до карбюраторів. Саме наявність низько розташованого баку додала необхідності в паливному насосі. Подібна схема застосована на моделях XV400 та XV535, але там основний бак є під сидінням. Резерву в звичайному розумінні немає, його реалізовано електрикою - при зменшенні рівня палива, нижче встановленого рівня насос виключається. Для відновлення роботи насосу треба перевести перемикач в положення "резерв".
Сидіння у мотоцикла суцільне, ступінчасте. Модель 1100, як топова з заводу йшла зі спинкою пасажира.
Панель приладів складається зі спідометра і тахометра, індикаторів нейтралі, дальнього світла, рівня масла, та вказівників поворотів - окремою панеллю, та індикатора малої кількості палива на тахометрі. Панель приладів розміщено на верхній траверсі що більш притаманно класичним мотоциклам, ніж чоперам.

## Цікаві факти
- Фактично своєю появою лінійка Virago зобов'язана невдалій появі моделі TR1, яку вперше було представлено в 1980 році на виставці, а широкий продаж розпочато наступного року. Технічно TR1 мало чим відрізняється від "класичних" Віраг, серед суттєвих відмінностей слід зазначити позиціювання моделі як спорттурист, привід ланцюгом, моноамортизатор та вихлопні труби з обох боків мотоциклу.

- Незважаючи на своє оформлення в стилі чоппер, посадка на мотоциклах лінійки ближче до класичної. Апарат керується і гальмує відчутно краще, ніж традиційні чоппери, але гірше ніж класики. Тобто Віраго по суті є проміжним класом між чоперами і класиками, завдяки чому і користувався і користується заслуженою популярністю.

- На пост радянському просторі мотоцикли лінійки Virago досить часто називають відьмами, що є невірним перекладом слова Virago. Більш правильно розуміти назву лінійки, як жінка-воїн, або мужеподібна жінка (Virago[en]).

## В сувенірній та ігровій індустрії
Модель мотоциклу в масштабі 1:10 випускає фірма Schuco. Ця модель відрізняється від інших копій високою деталізованістю та точністю виконання.